# Tigranés I.
Tigranés I. (starořecky Τιγράνης) byl arménský artašovský král na přelomu 2. a 1. století př. n. l. O jeho vládě a vládě jeho předchůdce Artavasda I. se dochovalo jen málo záznamů, což vedlo k nejasnostem. Někteří moderní badatelé pochybují o tom, zda takový král vůbec vládl. Jiní historici, jako například Hakob Manandian, David Marshall Lang a Rouben Paul Adalian, ho považují za skutečnou postavu, ale rozcházejí se nebo si nejsou jisti přesnými daty jeho vlády. Ačkoli bylo navrženo, že Tigranés I. vládl v letech 123 př. n. l. až 96 př. n. l., tento názor byl kritizován. Další možností je, že Tigranés I. vládl v letech 120 př. n. l. až 95 př. n. l., což zastává historik Christian Marek.